# Dentális plakk
A dentális plakk egy biofilm, mely a szájüregben található kemény felszíneken alakul ki, mint a fogak, implantátumok és protézisek. Nem tévesztendő össze az ételmaradékkal és a kevésbé szervezett, lazán kötődő bakteriális lepedékkel, a materia albával. Elsősorban baktériumokat, levált hámsejteket, fehérjéket, szénhidrátokat tartalmaz. Kialakulása azért lehetséges, mert ezek a felszínek nem újulnak meg. A szájüreg többi része nyálkahártyával van fedve, melynek felszíni sejtjei periodikusan lelökődnek, így a baktériumok nem képesek ott hosszú távon megtelepedni és szaporodni.
A plakk kialakulása egy fehérjeréteg megtapadásával kezdődik, melyben pár óra elteltével megjelennek a baktériumok. A baktériumok a nyálból, ínybarázdából táplálékhoz jutnak és szaporodni kezdenek. Ezzel párhuzamosan újabb baktériumok telepednek meg a plakk felszínén. A plakk tömege exponenciálisan növekedik az első négy napban, ezután csak a plakk minősége változik. Az így kialakult baktériumkolónia egy külön ökoszisztémát képvisel. Szerkezetében fellelhetőek a szervezetre semleges hatású mikroorganizmusok, de cariogén (elsősorban Streptococcus törzsek) és fogágybetegséget előidéző (Veillonella, Actinomyces, Fusobacterium, Prevotella törzsek) baktériumok is.
A dentális plakknak döntő szerepe van a fogászatban két legnagyobb morbiditással rendelkező betegség kialakulásában. A fogszuvasodást a plakkban található savképző baktériumok okozzák, azáltal, hogy bizonyos szénhidrátokat lebontanak és melléktermékként savat képeznek, mely károsítja az alacsony pH-ra érzékeny fogfelszínt demineralizáció által. Az ínygyulladás kiváltásához szintén szükségesek a plakkban található baktériumok. Ezek képesek az íny hámjának a direkt bontására és emellett a szervezet immunválaszának a beindítására, mely gyakran destruktív hatású az ínyre nézve. Továbbá, ha a szervezet védekezőképessége csökken vagy a plakkban bizonyos baktériumok szaporodnak el, a gyulladás súlyosabb lesz és a mélybe terjed, destruktiv fogágybetegséget váltva ki.
Nincs közvetlen összefüggés a dentalis plakk mennyisége (szájhigiéné foka) és a betegség (fogszuvasodás/fogágybetegség) súlyossága közt. A dentális plakk szükséges, de nem elégséges feltétele a betegség kialakulásának. A fogszuvasodás/fogágybetegség etiológiájában más, örökletes, helyi és általános tényezők is részt vesznek.
A plakk képes ásványi anyagok megkötésére, ami fogkőképződéshez vezet. A fogkő felülete érdes, ezért kedvez a további plakkfelrakódásnak.

## A dentális plakk képződése
Főleg olyan helyeken alakul ki plakk, melyek nem öntisztulóak (gödröcskék, barázdák) vagy a mesterséges tisztítás számára nehezen hozzáférhetőek (approximális felszínek). A fogak letisztítása után legelőször a kis– és nagyőrlők approximális felszínein jelenik meg a plakk, majd ezt követik a frontfogak approximális felszínei és az őrlők bukkális felszínei. Legutoljára az orális felszíneken alakul ki. Mesterséges felszíneken, mint az implantátumok és protézisek, melyek szintén nem öntisztulóak ugyancsak kialakul a dentális plakk.
A plakk képződése három fázisban történik.
Először egy szerzett pellicula képződik. Ez egy fehérjékből és immunglobulinokból álló 1 µm vastag film, mely a nyálból képződik és minden felületet beborít, a fogmosás után rögtön. A pellicula elektrosztatikus- és van der Waals-erőkkel kötődik a fog felszínéhez, elsősorban a hidroxil-apatit foszfát csoportjához. A kezdetben átlátszó pellicula később elszíneződhet. Ez főleg dohányosokra jellemző. Eltávolítása csak abrazív anyagokkal lehetséges.
A pellicula kedvez a baktériumok megtapadásának és így kialakul az iniciális kolonizáció. A baktériumok szintén fizikokémiai úton tapadnak meg, de ezt elősegíti a baktériumok glikoproteinburka is. Egyesek közülük speciális, tapadáselősegítő anyagokat termelnek, mint az adhezin. A megtelepedett baktériumok anyagcseréje felgyorsul és a kórokozók szaporodásnak indulnak. Közben olyan extracelluláris anyagokat termelnek, melyek elősegítik a plakk szervülését és további baktériumok megtelepedését. A plakk tömege exponenciálisan fog növekedni. De ezzel párhuzamosan a plakk összetétele és szerkezete is változik, mert a mélyebb rétegek felé a tápanyagok és az oxigén egyre nehezebben diffundál. Egy csatornarendszer alakul ki, mely biztosítja a mélyben lévő anaerob baktériumok tápigényét. A plakk felszínén aerob és fakultatív anaerob baktériumokat találunk.
Végül bekövetkezik a plakk érése. A plakkban a baktériumok nem csak egyszerűen egymáshoz tapadnak, hanem valóságos szimbiózisban élnek. Egyesek olyan anyagokat termelnek, melyek mások számára táplálékul szolgál, vagy épp ellenkezőleg megakadályozza annak megtelepedését vagy szaporodását. Bizonyos baktériumok csak mások jelenlétében képesek szaporodni. A mikroorganizmusok között egy mátrix keletkezik, mely mechanikailag és kémiailag megerősíti a kolóniát, továbbá tápanyagforrásként szolgál. A biofilm antibiotikus kezeléssel szemben nagyon ellenálló. Ezért a kezelés a plakk mechanikus szétroncsolásával érhető el csak.
A plakkban először Gram-pozitív coccusok jelennek meg (főleg Streptococcus sanguis), később pedig Gram-pozitív pálcák (Actinomyces törzsek), Gram-negatív coccusok (Veillonella törzsek). Az érett plakkot már nagyrészt anaerob fajok alkotják: Prevotella intermedia, Fusobacterium törzsek, Porphyromonas gingivalis stb.

## Supragingivalis plakk
Supragingivális plakknak nevezzük azt a plakkot, mely a fog klinikai koronáját borítja. Ez alakul ki először, főleg a fogak approximális felszínein, de a rágófelszínen is, főleg szűk és mély barázdákban. A plakkot már van Leeuwenhoek is tanulmányozni kezdte saját készítésű mikroszkópjával. A fénymikroszkópok fejlődésével egyre jobb leírások készültek a plakk szerkezetéről, de hű képet mindaddig nem sikerült kapni róla, míg a lepedéket nem kaparással, hanem a fogra tapadó fóliák segítségével nyerték. Ezeket a fóliákat különböző időintervallumokban eltávolítva, és fénymikroszkópos (újabban elektronmikroszkópos), illetve hisztokémiai vizsgálatoknak alávetve, pontosan meg tudták határozni a plakk fejlődési stádiumait és összetételét. Sikerült meghatározni, hogy milyen baktériumok telepednek meg elsőnek és hogy ezek milyen kölcsönhatásban vannak egymással. Például kezdeti stádiumban nagy többségben Gram-pozitív coccusok találhatóak a plakkban. Később jelennek meg a pálcák, melyek kölcsönhatásba lépnek a coccusokkal és egy jellegzetes, kukoricacsőre emlékeztető alakzatot hoznak létre.
A dentális plakk tömegének 25%-át interbakteriális állomány képezi. Ez a nyálból és az ínybarázdából származó hámsejteket, PMN–leukocitákat, immunglobulinokat és a baktériumok által termelt extracelluláris anyagokat tartalmazza. A baktériumok által termelt anyagok nagy része szénhidrát és fehérje. A fehérjék közt találunk strukturális fehérjéket, melyek az interbakteriális állomány felépítésében vesznek részt és biológiailag aktívakat, mint az enzimek és endotoxinok. A poliszacharidok közt szintén vannak olyanok, melyek a plakk strukturális vázát alkotják, mint például a vízben nem oldodó glukánok. Elsősorban ezek felelősek az érett plakk erős összetartásáért és a felszínhez való irreverzibilis tapadásáért. A táplálékból szintetizálódó fruktán a baktériumok energiaraktárát képezi.

## Subgingivalis plakk
A subgingivális plakk kétféleképpen alakulhat ki: a supragingivális plakk belenő az ínybarázdába vagy a már gyulladást kiváltó plakkot az íny duzzanata kebelezi be. Az ilyen helyzetbe került plakk ökológiája megváltozik, a subgingivalis körülmények (a baktériumok már nem a táplálékból nyerik saját tápanyagukat, hanem az íny szöveteinek a bomlástermékeiből és a sulcusfolyadékból) és a sulcusváladék miatt. Így a plakk szerkezete és összetétele is merőben eltér a supragingivalis plakkétól. Három réteg különböztethető meg: a fogfelszínhez tapadó réteg, ami ugyanúgy néz ki, mint a supragingivális plakk, a sulcusváladékban diszpergált baktériumtömeg és az íny szöveteibe infiltrálódott baktériumok rétege.
Subgingivális plakk esetében általában már kialakult a fogínytasak, ami az ínybarázda kiszélesedését és mélyülését jelenti. Különbség van azonban a sekély és a mély tasakban fellelhető plakk szerkezetében és főleg összetételében. Sekély ínytasakok esetében a plakk tulajdonképpen megegyezik a supragingivális plakk szerkezetével, a különbség a baktériumösszetételben van: több Gram-negatív coccus, pálcika, spirocheta.
Mély parodontális tasakban a baktériumok infiltrálják a cementet és a hámot vagy akár a kötőszövetet. A fogfelszínen található baktériumok főleg filamentumok. A szöveteket elsősorban csillós, motilis baktériumok árasztják el, mint például a spirocheták. A tasak apikális részén egy szerkezet nélküli plakk található, melyet kisméretű baktériumok alkotnak.

## A plakk kimutatása
A kis mennyiségű plakk szabad szemmel nem látható. Nagyobb mennyiség esetén a plakk már láthatóvá válik és fogorvosi szondával karcolható.
A fogorvosok és dentálhigiénikusok különböző festékeket tartalmazó anyagokat használnak a plakk láthatóvá tételére. Így jobban láthatóak azok a részek, melyek tisztítása nem elégséges és a fogmosási technikát ennek megfelelően lehet javítani. Ugyanakkor a fogorvost is segíti a plakk mennyiségének a meghatározásában és a plakk-indexek felvételében. Az indexek segítenek a prognózis felállításában és a szájhigiénés instruálás hatékonyságának a felmérésében.
Általában eritrozintartalmú anyagokat használnak. De észleltek allergiás reakciókat is ellene, így visszaszorulóban van.
Széles körben elterjedt a brillantkéket és xantént tartalmazó plakkfestők.
Erre a célra kifejlesztett, UV-fénynél fluoreszkáló anyagok is forgalomban vannak.

## A plakk eltávolítása
Mint a fogszuvasodás és a fogágybetegségek elsődleges etiológiai tényezője, a dentális plakk eltávolítása kulcsfontosságú. Kutatási eredmények szerint teljesen plakkmentes egyénekben nem alakulnak ki a fent említett betegségek. Ezt támasztják alá azok a kísérletek is, melyek során csíramentes környezetben (gnotobiotikus patkányokon) nem alakult ki szuvasodás, és melyek szerint in vitro körülmények közt plakkból nyert baktériumokkal szuvasodás váltható ki.

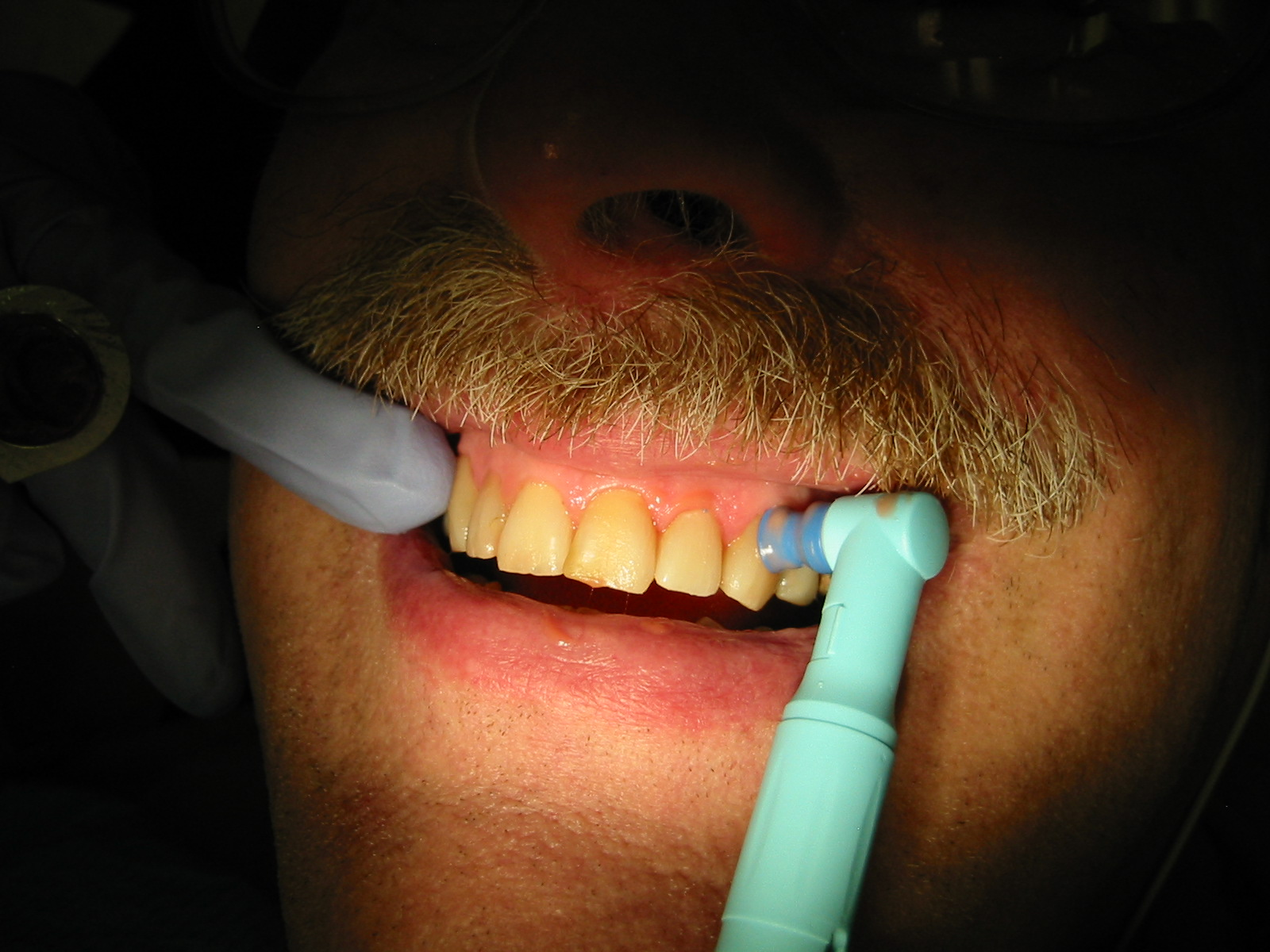
Gumikoronggal való fogtisztítás

A dentális plakk nagyon szorosan tapad a különböző felszínekhez. Egyszerű vízsugárral nem lehet eltávolítani, csak mechanikus roncsolással. Ez történhet professzionális higienizálás során vagy otthon a mindennapi szájhigiénés tevékenység során. Professzionális higienizálás során a fogorvos vagy dentálhigiénikus eltávolítja a fogkövet (ha van), majd abrazív anyagokkal és könyökdarabba fogható kefével, műanyag harangokkal megtisztítja a fogak összes felszínét. Abrazív anyagként használták a horzsakőport, de ennek túl nagy volt a szemcsézettsége és ezért káros volt a szövetekre. A ma használt anyagok szemcsenagysága már nem okoz elváltozást. A polírozó kefék hasonlítanak az elektromos fogkefék fejéhez és lehetnek csúcsosak vagy levágott végűek. Előbbiek az interdentális rések tisztítására alkalmasak. A gumipolírozók előnye, hogy belsejükben több pasztát tudnak tárolni és azt folyamatosan képesek leadni. Ugyanakkor nagyon hajlékonyak és az ínyt sem sértik.
A plakk eltávolítható az úgynevezett air abrasiv technikával is, amikor nagy nyomású vízsugárral abrazív anyagot fújunk a fog felszínére. Abrazív anyagként használatos a kalcium-bikarbonát és a nátrium-bikarbonát.
A mindennapi fogmosás során nagyon fontos az approximális felszínek tisztítása, mert itt alakul ki legelőször a plakk és ezek a részek amelyek a legkevésbé hozzáférhetőek. Gyakorlatilag lehetetlen fogkefével tökéletesen kitisztítani ezeket a részeket, ezért a fogselyem vagy interdentális fogkefe használata elengedhetetlen.